# Кианто, Илмари
Илмари Кианто (фин. Ilmari Kianto, настоящая фамилия Каламниус, швед. Calamnius; 7 мая 1874, Пулккила,Северная Остроботния, Великое Княжество Финляндское — 27 апреля 1970, Хельсинки, Финляндия; также известен как Илмари Каламниус, Илмари Ики-Кианто) — финский писатель, поэт.

## Биография
Родился в семье лютеранского священника, на севере Финляндии в городке Пулккила. В семье было 8 детей, из которых Илмари был шестым. Окончил школу в городке Ий, а затем, в 1892 году, лицей в Оулу. После окончания школы поступил на факультет теологии Гелсингфорского университета, однако в том же году добровольно пошёл служить в армию. Среди прочих мест служил в Красном Селе под Санкт-Петербургом, где написал ряд заметок для финского журнала Suomentar. Впоследствии, на основании мыслей, изложенных в этих записках, подвергся обвинениям в сепаратизме. В 1893 году продолжил обучение в университете где стал изучать русский и финский языки. Ещё будучи студентом, начал карьеру писателя. Его первая книга «На ложном поприще», где Кианто описал свой армейский опыт, вышла в 1896 году, когда автору было 22 года. В течение последующих трех лет опубликовал несколько стихотворных сборников. В подборе стихов для одного из них Кианто помогал Эйно Лейно, бывший его школьным другом. В 1897 году Кианто стал одним из основателей Союза финских писателей. В 1900 году получил звание магистра и продолжил своё обучение в Московском университете. Впоследствии годы, проведенные в Москве, он описал в книге «Московский магистр» (фин. Moskovan maisteri;1946). В 1902 году предпринял путешествие по южной России, описав его в книге «От берегов Кианты — через Каспий» (фин. Kiannan rannoilta Kaspian poikki v. 1902; 1903). Изучая русский язык, в том числе, по книгам Л. Н. Толстого, вступил с ним в переписку и стал активным сторонником его учения. Неоднократно, с позиций толстовства, критиковал официальную церковь, выступив с рядом статей. В 1914 году совершил путешествие по Беломорской Карелии, намереваясь на лодке добраться до Соловецких островов, но начавшаяся война помешала этим планам.

## Интересные факты
- Ко 100-летию со дня рождения писателя, была выпущена почтовая марка (1974)

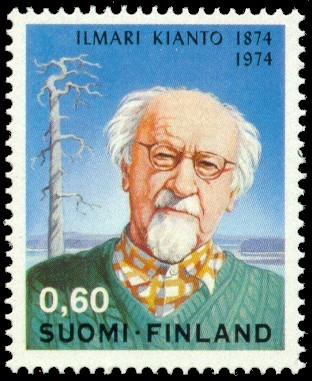
И. Кианто на почтовой марке Финляндии 1974 г.

- Илмари Кианто был одним из организаторов Союза финских писателей (1897)
- Во время зимней войны (см. Битва при Суомуссалми) Илмари Кианто оставил на крыльце покинутого его семьей дома в местечке Турьянлинна рядом с городком Суомуссалми обращение к советским солдатам на русском языке, где сообщал, что он три года жил в Москве и просил не трогать его дом и дома его родственников, а также сообщал, что на восток от его дома финских войск нет. Этот его поступок впоследствии послужил основанием для обвинения в шпионаже и государственной измене. Кианто был на полгода заключен в тюрьму и исключен из им же созданного союза писателей Финляндии. Дом писателя был сожжён в ходе боёв финскими войсками, осталась только сауна. Недалеко от этого места также был тяжело ранен сын писателя, Габриель[2]

## Экранизация и использование в музыке
- Ян Сибелиус использовал стихотворение Кианто «Lastu lainehilla» (Щепка на волнах) в своем произведении «Последние семь песен», Op.17 (1902).
- Современный финский композитор Аулис Саллинен написал одноименную оперу на либретто по роману Кианто «Красная линия».
- По роману "Красная линия" были сняты два фильма
  - режиссёр Матти Кассила фин. Matti Kassila 1959 (художественный фильм)
  - режиссёр Калле Хольмберг швед. Kalle Holmberg 1984 (телевизионный фильм)

## Список произведений
Илмари Кианто фин. Ilmari Calamnius написал более 60 книг за 60 лет творческой деятельности:
Проза
- "На ложном поприще" фин. Väärällä uralla 1896, WSOY
- "От берегов Кианны через Каспий: мой дневник летнего путешествия по Финляндии и России. По реке Оулу, по Волге, через Кавказские горы, через Крымский полуостров в 1902 году" фин. Kiannan rannoilta Kaspian poikki: Päiväkirjani kesämatkalla kotimaassa ja Venäjällä. Alas Oulujokea, alas Volgavirtaa, yli Kaukasus-vuorten, läpi Krimmin niemen v.1902 1903 издатель: Эеро Эркко
- "Святая ненависть" фин. Pyhä viha роман 1908 издатель: Вихтори Косонен, Хельсинки, 435 с.
- "Красная линия" фин. Punainen viiva роман 1909 издатель: Отава. Главное произведение карьеры писателя.
- "Иосиф из Рюсюранты" фин. Ryysyranna Jooseppi 1924 издатель: Отава. Второе главное произведение писателя.
- "Московский магистр: опыт молодого студента-лингвиста в царской Москве 1901-1903" фин. Moskovan maisteri: nuoren kielenopiskelijan elämyksiä tsaarivallan aikuisessa Moskovass, издатель: Финская книга, 1946

Перевел на финский язык
- "Смерть Ивана Ильича" Лев Толстой в финском переводе "Смерть" фин. Kuolema 1905
- "Молодая Россия" фин. Nuori Venäjä Сергей Гусев-Оренбургский 1906
- "Обломов" Иван Гончаров, в финском переводе "Господин Обломов: роман времён крепостного права" фин. Herra Oblómov: Romaani maaorjuuden ajoilta 1908